# Piacenza Football Club 1932-1933
Questa pagina raccoglie le informazioni riguardanti il Piacenza Football Club nelle competizioni ufficiali della stagione 1932-1933.

## Stagione
Nella stagione 1932-1933 il Piacenza ha disputato il girone E del campionato di Prima Divisione. Con 21 punti si è piazzato in ottava posizione di classifica; il torneo è stato vinto dalla Spal con 34 punti in classifica ed è stata ammessa al girone finale per la promozione.

## Rosa
| N. |                   | Ruolo | Calciatore         |
| -- | ----------------- | ----- | ------------------ |
|    | Italia (bandiera) | A     | Alceste Arata      |
|    | Italia (bandiera) | D     | Antonio Benassi    |
|    | Italia (bandiera) | D     | Pietro Bolledi     |
|    | Italia (bandiera) | C     | Aldo Boselli       |
|    | Italia (bandiera) | A     | Giuseppe Cella     |
|    | Italia (bandiera) | A     | Uberto Cella       |
|    | Italia (bandiera) | C     | Cornelli           |
|    | Italia (bandiera) | C     | Cesare Curtoni     |
|    | Italia (bandiera) | C     | Guglielmo Decaroli |
|    | Italia (bandiera) | C     | Costantino Falconi |
|    | Italia (bandiera) | C     | Alessandro Golzi   |

| N. |                   | Ruolo | Calciatore        |
| -- | ----------------- | ----- | ----------------- |
|    | Italia (bandiera) | D     | Giulio Loranzi    |
|    | Italia (bandiera) | D     | Guido Masserotti  |
|    | Italia (bandiera) | D     | Giulio Modenesi   |
|    | Italia (bandiera) | P     | Giovanni Perfetti |
|    | Italia (bandiera) | D     | Ottavio Razeto    |
|    | Italia (bandiera) | C     | Carlo Resmini     |
|    | Italia (bandiera) | A     | Antonio Rossetti  |
|    | Italia (bandiera) | C     | Adolfo Salamoni   |
|    | Italia (bandiera) | C     | Renato Tammi      |
|    | Italia (bandiera) | P     | Antonio Triunfo   |
|    | Italia (bandiera) | A     | Guglielmo Zanasi  |